# Allen West (tenista)
Allen Tarwater West (2 de agosto de 1872 - agosto de 1952) foi um tenista estadunidense. Medalhista olímpico de bronze em duplas com Joseph Wear.